# Bactrocera epicharis
Bactrocera epicharis är en tvåvingeart som först beskrevs av Hardy 1970.  Bactrocera epicharis ingår i släktet Bactrocera och familjen borrflugor. Inga underarter finns listade.